# Carl Stamitz
Carl Stamitz (Mannheim 1745 - Jena 1801) va ser un compositor txec que es troba entre els més representatius de la segona generació d'aquells que van treballar a la cort de Carles IV del Palatinat, a Mannheim, durant la segona meitat del Segle XVIII. El seu nom, en txec, era Karel Stamic, però va ser conegut per Carl Stamitz, forma alemanya del seu nom que ell mateix va adoptar.

## Biografia
Son pare, Johann Stamitz, director d'orquestra, va formar musicalment el seu fill, abans que altres mestres, com ara Christian Cannabich, Ignaz Holzbauer i Franz Xavier Richter, en prengueren el relleu. Després d'haver estat durant algun temps segon violí de l'orquestra de la Cort, va deixar Mannheim l'any 1770, amb 25 anys, i va marxar a París, per a treballar com a compositor a la cort del duc Louis de Noailles. Entre els seus alumnes de violí a Mannheim s'hi troba el seu conciutadà Giovanni Battista Toëschi (1735-?-1800).
A Versalles, dos anys després, va compondre La Promenade royale, primera d'una sèrie de simfonies. Malgrat zones d'ombra en la seua biografia, hom sap que va visitar Augsburg, Viena, Estrasburg i Londres. El tornem a retrobar l'any 1779 a La Haia, a la cort de Guillem V d'Orange-Nassau on, el 23 de novembre de 1783, va tocar amb Beethoven, llavors amb 12 anys. Els següents anys van ser d'una gran inestabilitat — potser fins i tot des del punt de vista econòmic — i sense deixar de compondre va ocupar diversos llocs. A la seua mort, el novembre de 1801, i pocs mesos després de la mort de la seua esposa, les seues possessions van ser venudes per haver de pagar els seus deutes.

## Obres
Com els altres membres de l'Escola de Mannheim, Carl Stamitz va conrear molt la simfonia concertant. Va deixar nombrosos concerts per a instruments de fusta, així com música de cambra. Va contribuir a la creació de l'estil galant.
L'any 1810 va ser editat un catàleg de les seues obres, posteriorment perdut. És el germà d'Anton Stamitz (1750-1800?).